# Płoszczyca szara
Płoszczyca szara (Nepa cinerea) – owad z rzędu pluskwiaków różnoskrzydłych należący do rodziny płoszczycowatych. Potocznie nazywany jest "skorpionem wodnym".

## Budowa

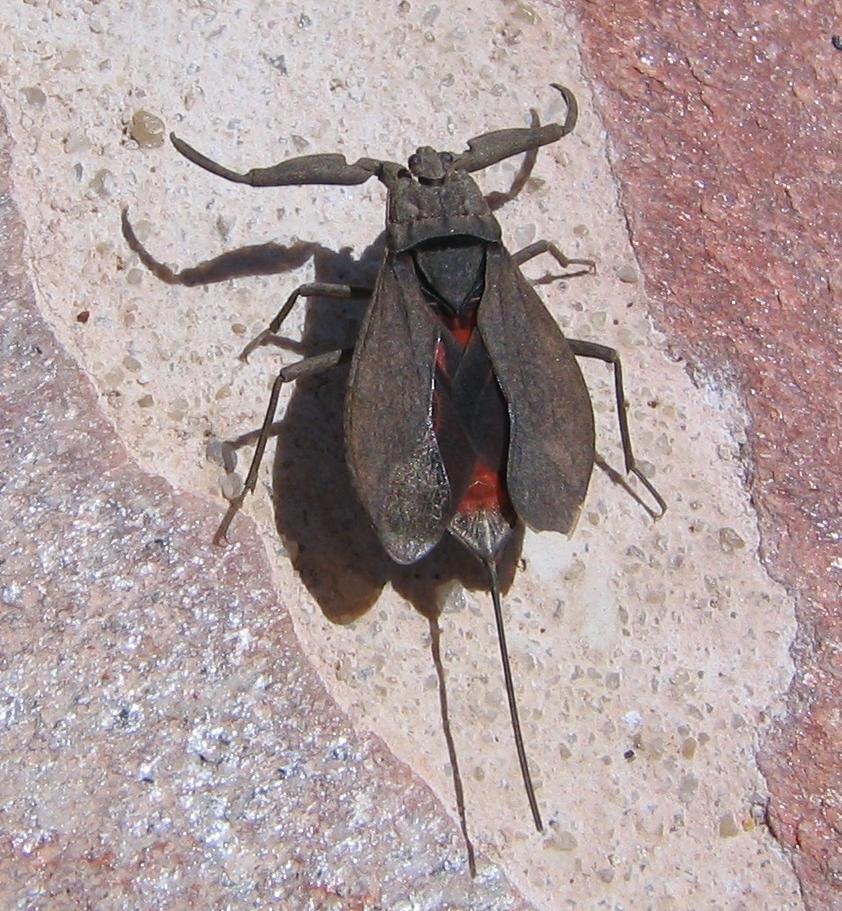
Płoszczyca z rozwinietymi skrzydłami

Długość ciała samców 15,5-18,5 mm, samic 20–23 mm, nie licząc rurek oddechowych o długości 9-12,5 mm. Jego grzbietobrzusznie spłaszczone ciało przypomina uschły liść. Na odwłoku posiada rurkę oddechową. Ciało w końcowej części wyraźnie szersze niż w przedniej. Palcowaty wyrostek drugiego członu czułków sięga niewiele poza połowę trzeciego. Odwłok po brzusznej stronie sklepiony, wzdłuż jego sternitów wyraźny kil. Ciało od strony grzbietowej szarobrązowe, często z popielatym nalotem, od brzusznej jest jasnobrązowe do słomkowożółtego. Grzbiet odwłoka zwykle jaskrawoczerwony. Przedplecze podzielone poprzeczną bruzdą na część przednią i tylną. Korium w części szczytowej z charakterystycznym urzeźbieniem- siatką z wielokątnych oczek. Skrzydła tylne rozwinięte. Samce, poza tym że mniejsze, odznaczają się zarysem płytki zakrywającej aparat genitalny. Płytka ta, o kształcie wydłużonego trójkąta, ma u samców boki wypukłe, u samic zaś wklęsłe.

## Zasięg występowania i biotop
Zasięg geograficzny gatunku obejmuje prawie całą Europę i Syberię, środkową Azję po Pamiro-Ałtaj i Kaszgarię na południu, Azję Mniejszą, a także północno-zachodnią Afrykę po Góry Środkowosaharyjskie.
W Polsce należy do najpospolitszych pluskwiaków wodnych od Pobrzeża Bałtyku po Sudety i Karpaty.
Płoszczyca zamieszkuje zbiorniki wodne wszelkich typów, zarówno wody stojące jak i bieżące, lecz rzadziej o wolnym prądzie. Występuje w strefach przybrzeżnych, szczególnie wśród roślinności. Znosi też niewielkie zasolenie wody. Redukcja mięśni skrzydłowych nie pozwala większości dorosłych płoszczyc na przeloty. U pewnej jednak części osobników mięśnie te się rozwijają i takie płoszczyce latają, zasiedlając m.in. izolowane zbiorniki wodne. Dorosłe wychodzą niekiedy na brzeg zbiornika. Osobniki złapane objawiają kataleptyczne odrętwienie.

## Pożywienie

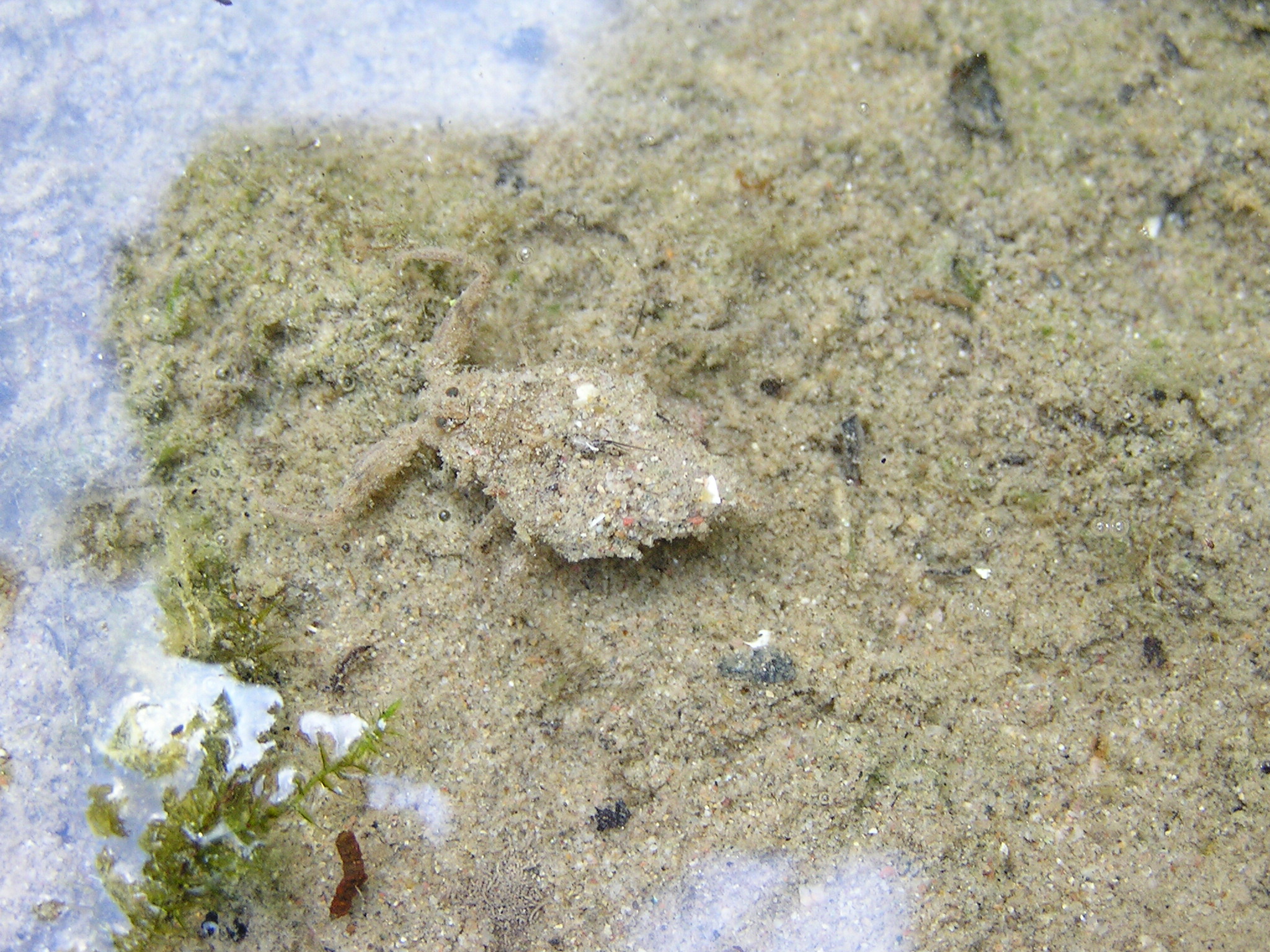
Zamaskowana larwa płoszczycy

Pokarm owadów dorosłych, a także starszych larw stanowią skorupiaki i owady, zwłaszcza ich larwy, a także drobne kręgowce (kijanki i rybki). Zdobywanie go przez larwy jest ułatwione charakterystycznym dla nich maskowaniem się. Polega ono na pokrywaniu grzbietu ciała ziarenkami piasku, mułem lub detrytusem. Młode larwy, przebywające tuż pod powierzchnią wody, mogą wysysać owady, które spadły na wodę. Osobnik dorosły czatuje w nieruchomej pozycji i chwyta ofiarę przednimi odnóżami specjalnie przystosowanymi do tego celu, a następnie wysysa, do czego służy mu kłująco-ssący aparat gębowy.

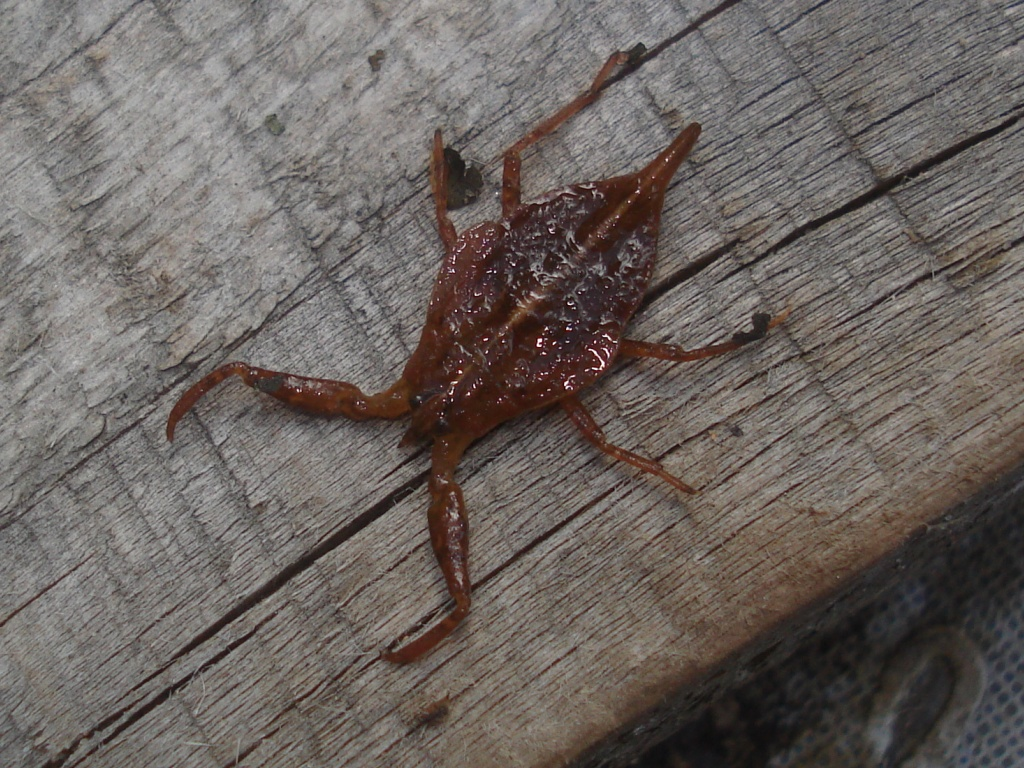
Płoszczyca przypominająca liść

## Cykl rozwoju
Dorosłe spotyka się przez prawie cały rok, bo do końca czerwca te, które przezimowały, a już od połowy lipca świeżo przeobrażone. Samice z jajami obserwowano od końca kwietnia do początku czerwca i znowu od połowy września do listopada. Rozwój jest złożony z przeobrażeniem niezupełnym. Od pierwszych dni czerwca były poławiane larwy, ostatnie ich stadia stwierdzono jeszcze na początku października. Przyjmuje się, że w Polsce występuje tylko jedno pokolenie w roku, chociaż rozwój drugiego wydaje się możliwy. Jaja długości około 2,5 mm, są umieszczane szeregami w nacięte łodygi lub liście. Na wolnym końcu mają one po kilka (5-10) rurkowatych wyrostków oddechowych. Rozwój jaja trwa 3-4 tygodnie, larwalny 6-8 tygodni. Larwy mają kształt bardziej rombowaty i krótką, pojedynczą rurkę oddechową.